# Alexis Chabert
Pour les articles homonymes, voir Chabert.
Alexis Chabert (né le 1er mai 1962 à Paris) est un auteur français de bande dessinée.

## Biographie
Né en 1962 à Paris, Alexis Chabert étudie quelques mois aux Beaux-Arts de Versailles avant de se consacrer à l'étude de la guitare au conservatoire. Tout en continuant à pratiquer la musique, il travaille ensuite dans la publicité et l'illustration. Au début des années 1990, il se met à travailler sur un projet de bande dessinée avec Éric Suchère. La maison d'édition Delcourt, à qui il avait présenté ses planches, l'associe au scénariste prolifique Didier Convard pour la série d'aventures médiévales Rogon le Leu, dont Chabert dessine quatre albums publiés de 1996 et 2001. Parallèlement à ce travail réaliste, il dessine Noémie, bande dessinée jeunesse écrite par Bertrand Escaich et publiée par Pointe Noire en 2001.
Après Rogon le Leu, Chabert s'essaye à l'heroic fantasy en dessinant les quatre volumes de La Prophétie des deux mondes, série écrite par Frédéric Lenoir publiée par Albin Michel de 2003 à 2008. Tous deux réalisent également pour L'Écho des savanes une bande dessinée satirique sur George Bush Jr., recueillie par Glénat en 2008. Toujours avec le même auteur, il publie des gags en une planche dans la revue "Le Monde des Religions". 
L'année suivante, Bamboo publie Taxi Molloy, sa première collaboration avec François Dimberton. L'éditeur Bamboo publie également en 2011-2012 sa série Bourbon Street, écrite par Philippe Charlot ; cette évocation de La Nouvelle-Orléans permet à Chabert d'illustrer pour la musique. 
Après un docu-fiction en bande dessinée sur la vie en Corée du Nord, Chabert dessine quatre bandes dessinées biographiques respectivement consacrées à Louis de Funès,, Serge Gainsbourg, Brigitte Bardot et Sacha Guitry,,. Il revient à la fiction avec Inversion, récit écrit par Sylvie Gaillard et Frank Woodbrige et publié par Bamboo en 2018, puis Hector le boucher dont il a écrit le scénario et publié par Jungle en 2019.
En 2016, il commence à utiliser le pseudonyme « Kolonelchabert », auquel il pensait pour éviter l'homonymie avec un autre auteur.
Prix:
Prix du polard à Cognac en 2009 pour "Taxi Molloy"
Prix"Bulles d'Encre" en 2009 à Brignais pour "Taxi Molloy"
Prix"Meilleur Album"de l'année en 2012 à Chambéry pour Bourbon Street.
Prix"Grand Prix Spirit"en 2017 à Paris dans le cadre de l'Unesco.

## Publications
- Rogon le Leu, avec Didier Convard, Delcourt, coll. « Terres de légendes » :

1. Le Château-sortilège, 1996  (ISBN 2-84055-079-2).
2. Frères de sang, 1997  (ISBN 2-84055-123-3).
3. Le Chien rouge, 1998  (ISBN 2-84055-182-9).
4. Den Bleiz, 2001  (ISBN 2-84055-444-5).

- Noémie : L'Héritage de la tante Adubon, avec Bertrand Escaich, Pointe Noire, 2001  (ISBN 2-84553-045-5)[15].
- La Prophétie des deux mondes, avec Frédéric Lenoir, Albin Michel :

1. L'Étoile d'Ishâ, 2003  (ISBN 2-226-13732-7).
2. Le Pays sans retour, 2004  (ISBN 2-226-15264-4).
3. Solâna, 2005  (ISBN 2-226-15821-9).
4. La Nuit du serment, 2008  (ISBN 978-2-226-17147-4).

- Le Fabuleux Destin de George W. Bush : Sa vie, son œuvre, ce qu'il laisse au monde..., avec Frédéric Lenoir, Glénat, coll. « L'Écho des savanes », 2008  (ISBN 978-2-356-26056-7).
- Taxi Molloy, avec François Dimberton, Bamboo, coll. « Grand Angle », 2009  (ISBN 978-2-350-78659-9).
- Bourbon Street, avec Philippe Charlot, Bamboo, coll. « Grand Angle » :

1. Les Fantômes de Cornelius, 2011  (ISBN 978-2-8189-0595-1).
2. Tournée d'adieux, 2012  (ISBN 978-2-8189-2146-3).

- La Faute : Une vie en Corée du Nord, avec Michaël Sztanke, Delcourt, coll. « Mirages », 2014  (ISBN 978-2-7560-4725-6).
- Louis de Funès : Une vie de folie et de grandeur, avec François Dimberton, Delcourt, coll. « Mirages », 2014  (ISBN 978-2-7560-5234-2)[7].
- Gainsbourg, avec François Dimberton, Jungle, 2015  (ISBN 978-2-8222-1106-2)[8].
- Et Dieu créa... Bardot, avec Rodolphe, Jungle, 2016  (ISBN 978-2-8222-1430-8). Sous le pseudonyme « Kolonelchabert ».
- Sacha Guitry, une vie en bande dessinée, avec François Dimberton, Delcourt, coll. « Mirages », 2017  (ISBN 978-2-7560-9890-6)[9],[10].
- Inversion, avec Sylvie Gaillard et Frank Woodbrige, Bamboo, coll. « Grand Angle », 2018  (ISBN 978-2-8189-4499-8).
- Hector le boucher : Adieu veau, vache et cochon !, avec Jean-Blaise Djian, Jungle, 2019  (ISBN 978-2-8222-2205-1). Sous le pseudonyme « Kolonelchabert »[13].
- Punk Mamy, avec Jean-Yves  Lafesse (scénario), Jungle, 2019  (ISBN 978-2-8222-2264-8)[16].